# Club Sintra Football
El Club Sintra Football fue un equipo de fútbol de Portugal que jugó en el Campeonato de Portugal, la tercera división de fútbol en el país.

## Historia
Fue fundado el 27 de agosto de 2007 en la villa de Sintra de la capital Lisboa y ese año debuta en los torneos organizados por la Asociación de Fútbol de Lisboa en la cuarta división distrital. Tres años después logra el ascenso a la tercera división distrital y un año después juega por primera vez la copa de Lisboa.
En 2017 asciende a la primera división distrital, mismo año en el que alcanza las semifinales de la copa distrital. En la temporada 2018/19 gana el título distrital y logra el ascenso al Campeonato de Portugal, su primera aparición en una competición a escala nacional.
Al finalizar la temporada 2019/20 el club se fusiona con el CD Estrela para dar origen al Estrela Amadora, la reencarnación del club desaparecido en 2011, y desaparece luego de una votación donde se aprobó la fusión con el 92% de los votos.

## Palmarés
- Primera División de Lisboa: 1

2018/19